# Феофан I Константинопольський
Феофан I Карик (… — 26 березня 1597) — Патріарх Константинопольський між 1596 і 1597 роками.

## Біографічні дані
Він народився в Афінах і належав до історичної родини Кариків. До 1578 року він став Кантором, а пізніше Логотетистом Великої Церкви Христа. У 1585 році він був обраний митрополитом Філіппопольським, як наступник тодішнього митрополита Феолепта, який був обраний Вселенським патріархом. І в цій якості, проте, він залишався в Константинополі до 1592 року, коли його було обрано митрополитом Афін. У цій якості він також брав участь у Синоді в Константинополі, який ратифікував заснування Московського Патріархату, і він також був Екзархом Патріархату на Пелопоннесі.
Після смерті патріарха Гавриїла він став хранителем Вселенського престолу з вересня 1596 року по грудень того ж року. 26 лютого 1597 року він сам був обраний Вселенським Патріархом, після того як позичив у єврея 6000 золотих монет, за які купив важливі фактори, які, згідно з хронологами, сприяли його обранню. Звичайно, ця сума спростовує теорію безперервних змагань за обрання на посаду, оскільки з 40 000 золотих, які заплатив Пахомій II 13 років тому, зараз було виплачено лише 6 000.
Особливо займався церковною музикою. Він написав багато гімнів, хоча вважається, що він також був учителем візантійської музики. З лютого 1597 року він вперше ввів дату нашої ери.
Його Патріарство мало бути надзвичайно коротким, оскільки він раптово помер у храмі у Велику суботу 26 березня того ж року. Після його смерті охоронцем престолу став Александрійський патріарх Мелетій Пігас.
Ймовірно, Феофан написав кодекс, який зберігається в бібліотеці Єрусалимського патріархату під порядковим номером 127. Кодекс містить Кодекс законів Малаксоса.
|  | скромний Афінянин Феофан Примітка рукою Феофана Кирика в році 1593 |

## Виноски та посилання

### Виноски
1. ↑  За іншими джерелами він був обраний Патріархом наприкінці серпня або вересня 1596 року[1].